# Neurolèptic
Un neurolèptic o antipsicòtic és un medicament psicodepressor, el qual té efectes farmacològics en el sistema nerviós central i perifèric i és utilitzat clínicament en el tractament de les psicosis greus. Els neurolèptics actuen trencant literalment una sèrie de reaccions químiques en cadena que provoquen un excés de dopamina en el cervell. L'excés del neurotransmissor dopamina, provoca símptomes de mania, eufòria, acceleració, increment de l'energia mental i, en casos molt accentuats, al·lucinacions. La seva acció és bloquejar els receptors D dopaminèrgics fonamentalment, tot i que també modulen molts tipus de receptors (serotoninèrgics, histamínics, muscarínics, adrenèrgics, etc.) Com que bloquegen els receptors dopaminèrgics, la dopamina disminueix. La tendència d'aquests psicofàrmacs és la regulació i l'estabilització del sistema dopaminèrgic.

## Origen
En l'argot psiquiàtric, els antipsicòtics, també anomenats  antipsicòtics clàssics, típics  o  tranquil·litzants majors, s'identifiquen sota el terme de neurolèptics, del grec neuro, "nervi", i lepto, "lligar". El seu descobriment va ser casual.
El doctor francès Henri Laborit realitzava estudis amb substàncies que poguessin antagonitzar els estats de xoc quan va descobrir la clorpromazina, un fàrmac capaç de produir certa somnolència i disminuir les reaccions davant estímuls ambientals sense ocasionar la pèrdua total de la consciència.
Se sol dir que el seu descobriment va ser accidental. Tanmateix aquesta afirmació ignora l'estat de la ciència en els anys 40 i 50del segle xx i la forma d'investigar els efectes dels medicaments que s'estaven sintetitzant en aquelles dates. En realitat hauríem de dir que el descobriment de la seva acció antipsicòtica va ser resultat de l'observació detallada dels seus efectes en pacients no psiquiàtrics (Henri Laborit) i del seu assaig posterior en pacients psicòtics (els psiquiatres francesos Jean Delay i Pierre Deniker).
El 1952 Jean Delay i Pierre Deniker, dos dels psiquiatres més reconeguts de la seva època, van començar a assajar la clorpromazina, administrant a alguns dels seus pacients. Els resultats van ser qualificats d'extraordinaris, especialment per l'impacte que va tenir el fàrmac en psiquiatria, i en especial pel que fa al tractament de l'esquizofrènia. El nombre de pacients que requeriríen hospitalització en institucions mentals es va reduir notòriament, amb la qual cosa la psiquiatria va trobar un fonament més biològic en l'explicació de l'esquizofrènia. El 1958 Janssen va descobrir les propietats antipsicòtiques de l'haloperidol i a partir de llavors van seguir explorant els usos antipsicòtics d'altres substàncies similars.
A les dècades posteriors es van sintetitzar nombrosos compostos antipsicòtics amb eficàcia equivalent i amb poques diferències en la seva toxicitat. No va ser fins als anys 1990 quan s'aconsegueix reunir un grup de fàrmacs anomenats antipsicòtics "atípics" amb certs avantatges sobre els anteriors (per exemple, el control de símptomes reduïa els riscos d'efectes adversos), fàrmacs que s'han convertit en els predominants als països desenvolupats.
El descobriment dels beneficis del liti va resultar ser una combinació d'una hipòtesi incorrecta i extremada bona fortuna en la selecció d'una dosificació correcta. Tot i que la clorpromazina s'usa en el present ocasionalment, juntament amb la reserpina, són drogues que han estat suplantades per agents més recents.

## Farmacologia

### Classificació

#### Antipsicòtics típics o clàssics
- La seva acció antipsicòtica s'exerceix en bloquejar els receptors dopaminèrgics D2.
- Són eficaços sobre els símptomes positius de l'esquizofrènia.
- Tenen molts efectes adversos, sobretot  extrapiramidals.

Grups:
Derivats de la fenotiazinaN'hi ha de tres tipus diferents :
- Alifàtics: clorpromazina (Largactil), levomepromazina (Sinogan)
- Piperazíniques: Contenen un grup hidroxil, són molt lipofíliques i, per tant, tenen més potència. trifluoperazina (Eskazine).

Derivats de la butirofenonahaloperidol: Poca activitat adrenèrgica o  muscarínica. La seva presentació farmacèutica és d'alliberament lent.

#### Antipsicòtics atípicso de 2a generació
- La seva acció antipsicòtica s'exerceix no només per l'antagonisme dels receptors dopaminèrgics D2, sinó també pels de serotonina, histamínics i muscarínics.
- Presenten un espectre d'eficàcia més gran, incloent-hi els símptomes negatius i positius.
- Ocasionen menys efectes adversos incloent una baixa incidència d'efectes extrapiramidals, a més d'una mínima afectació de la prolactina i altres hormones.

Grups:
Derivats de benzamidaamisulprida (EFG, Solian), amb augment significatiu de la prolactina, i diferents accions a dosis baixes vs. altes.
Derivats de la dibenzodiacepinaPocs efectes extrapiramidals, la seva acció és antagònica, predominantment sobre els receptors 5HT2. clozapina (EFG, Leponex, Nemea), olanzapina (EFG, Zyprexa),
Derivats del benzisoxazolProdueixen mínima sedació i tenen baix risc d'efectes extrapiramidals. risperidona (EFG, Risperdal), el seu metabòlit paliperidona (EFG, Invega, Xeplion); ziprasidona (EFG, Zeldox)..
Derivats de la piperazinaaripiprazol (EFG, Abilify), quetiapina (EFG, Seroquel).
Derivats de l'oxepinaasenapina (Sycrest)

### Mecanisme d'acció i formes d'ocupació
Els neurolèptics es poden administrar per via oral, sublingual, intramuscular o endovenosa segons sigui el cas i el producte comercial. En arribar al cervell ocupen els receptors del neurotransmissor conegut com a dopamina i en alguns casos també els de la serotonina. Actuen com antagonistes bloquejant els seus efectes i produeixen un estat de tranquil·litat i indiferència immediates, és per això que el 1952 el primer científic a experimentar amb ells els va qualificar d'autèntics "lobotomizadors químics".
La major part dels neurolèptics són forts bloquejadors dels receptors postsinàptics D2 del sistema nerviós central, especialment en el sistema frontal-mesolímbic. També s'ha descobert una densitat augmentada de receptors de dopamina en exàmens post-mortem del cervell de pacients esquizofrènics. Per això s'ha estipulat que l'esquizofrènia pot ser causada per una excessiva activitat dopaminèrgica. Addicionalment, hi ha medicaments que, com la levodopa i les amfetamines, agreugen l'esquizofrènia o produeixen noves psicosis en alguns pacients.
No obstant això, hi ha altres possibilitats, ja que no tots els antipsicòtics són completament eficaços en el tractament de l'esquizofrènia, i en alguns pacients no tenen cap efecte terapèutic. S'ha notat també que alguns dels més recents fàrmacs tenen una feble associació amb els receptors D2 i, no obstant això, són més efectius que els que són més afins pel receptor.

### Usos terapèutics
No es coneix encara el fonament molecular de l'esquizofrènia i altres trastorns psicòtics, tot i que les evidències apunten a una síndrome multifactorial. Almenys un gen ha estat associat a l'esquizofrènia en certes regions del món, el gen que codifica la neuregulina 1. Els psiquiatres prescriuen neurolèptics especialment en quadres clínics d'esquizofrènia, paranoia, psicosi orgànica/ques i/o funcionals. Hi ha quadres clínics en els quals estan severament contraindicats, com és el cas de la Demència de cossos de Lewy.
Els neurolèptics o tranquil·litzants majors també tenen ús disseminat a medicina veterinària com a agents tranquil·litzants, sedants o hipnòtics, segons la dosi, ja que disminueixen l'excitabilitat nerviosa sense arribar a l'embotament de la consciència ni generar somnolència. Disminueixen l'acció motora i es redueix el llindar de convulsió.
Els antipsicòtics i benzodiazepines són prescrits a les persones institucionalitzades en residències de gent gran sense tenir una indicació adequada per al seu ús.